# Progear.ma
Progear.ma, connu sous le nom Progear Gaming, a été fondé en 2018 à Casablanca par un groupe de passionnés d’informatique et de jeux vidéo. Leur objectif était clair dès le départ: rendre accessible le matériel gaming haut de gamme au Maroc, avec un service client digne des standards internationaux.
À l’époque, l’offre locale était limitée: les gamers marocains devaient souvent importer leurs composants à des prix très élevés. Progear est donc né de la conviction qu’il était possible de proposer des PC Gamer personnalisés, des consoles, et des périphériques de qualité, tout en offrant un accompagnement technique fiable.

### Une Passion Devenue Marque
Dès les premiers mois, l’équipe Progear s’est distinguée par son approche différente:
- Conseil personnalisé pour chaque configuration PC.
- Assemblage sur mesure, testé et garanti.
- Partage de la passion via un blog tech et des réseaux sociaux.

Le slogan implicite de l’entreprise pourrait se résumer ainsi:
👉 «Nous ne vendons pas seulement du matériel, nous partageons une passion.»

### Expansion et Innovations
- [année 2020] : lancement officiel du site e-commerce Progear.ma.
- [année 2021] : ouverture du premier showroom / espace de test à Casablanca.
- [année 2021] : élargissement de l’offre aux consoles de dernière génération (PS5, Nintendo Switch).
- [année 2022] : mise en avant d’un service d’assemblage avec garantie 1 an et assistance technique.

Avec une croissance régulière, Progear.ma est devenu un acteur incontournable de l’écosystème gaming au Maroc, reconnu par sa communauté pour son sérieux et ses prix compétitifs.

### La Communauté
Plus qu’un simple vendeur, Progear.ma est devenu un rendez-vous pour les gamers marocains :
- Organisation de tournois en ligne et événements e-sport locaux.
- Partenariats avec streamers et créateurs de contenu marocains.
- Concours & campagnes communautaires (#MyProgearSetup).

Grâce à cette approche, Progear.ma s’est bâti une réputation basée sur la confiance et la proximité avec sa clientèle.

### Aujourd’hui et Demain
Aujourd’hui, Progear.ma est reconnu comme l’un des leaders marocains dans la vente de matériel gaming, consoles et périphériques. Avec une équipe jeune et passionnée, l’entreprise continue d’innover, en élargissant son catalogue et en améliorant constamment l’expérience utilisateur.
L’ambition pour les prochaines années :
- Renforcer la logistique pour des livraisons plus rapides partout au Maroc.
- Développer l’expérience en magasin
- Soutenir davantage la scène e-sport locale.
- Secteur : Commerce électronique – Matériel Gaming & Informatique
- Produits : PC Gamer maroc, composants, consoles, périphériques, accessoires
- Particularité : Assemblage PC sur mesure avec garantie 1 an
- Slogan / Vision : Rendre le gaming de qualité accessible à tous au Maroc